# يركر أندرسون
وُلد يركر أندرسون ، واسمه الحقيقي هو يركر يوهان أولوف أندرسون(بالسويدية: Jerker Johan Olof Andersson)‏  29 نوفمبر 1929 في فالنتونا ( السويد ) وتوفي في 18 يوليو 2016 في فريدريك ، ماريلاند ، الولايات المتحدة الأمريكية عن عمر يناهز 86 عامًا، هو ناشط أصم سويدي عالمي. وهو الرئيس السابق للاتحاد العالمي للصم .

## سيرته
وُلد يركر في 29 نوفمبر 1929. أبوه كان مدير مدرسة وأمه مدرسة.
```
هو وشقيقه الأصغر كانا أصمان. درسوا في المدرسة السويدية للصم ( 
Manillaskolan
 ) من 1937 إلى 1945.
[
4
]
 في عام 1955 ، انتقل يركر إلى 
الولايات المتحدة
 للدراسة في 
جامعة جالوديت
 
[
4
]
 ؛ في عام 1960 تخرج بشهادة في 
علم الاجتماع
 . في عام 1962 ، أصبح مواطنًا أمريكيًا، وغير اسمه 
(
بالسويدية
: 
Jerker
)‏
 إلى 
(
بالإنجليزية
: 
Yerker
)‏
.
[
5
]
 انتُخب نائبا لرئيس 
الاتحاد العالمي للصم
 في عام 1975 وعام 1983، وانتُخب كثالث رئيس  
للاتحاد العالمي للصم
 محرزا 42 صوتًا من أصل 76 (34 صوتًا لصالح فاسيل بانيف من بلغاريا).
[
6
]
 في عام 1992 ، كان أول رئيس يخاطب جمعية 
الأمم المتحدة
.
[
1
]
 وهو أول رئيس فخري 
للاتحاد العالمي للصم
.
[
7
]
```

في نهاية حياته، تدهورت صحته وتوفي يركر في 18 يوليو 2016 في فريدريك ، ماريلاند ، الولايات المتحدة الأمريكية.

### حياته الخاصة
زوجته آن ماري «نانسي» أندرسون 

## الحياة السياسية
- نائب رئيس الاتحاد العالمي للصم : 1975-1983
- رئيس الاتحاد العالمي للصم : 1983-1995

## الجوائز والتكريمات
- جائزة إدوارد مينر جالوديت من جامعة جالوديت في عام 1986 [10]

## انظر أيصا
- الاتحاد العالمي للصم

### روابط خارجية
- (بالإنجليزية) الموقع الرسمي للاتحاد العالمي للصم